# Elatostema longicaudatum
Elatostema longicaudatum är en nässelväxtart som beskrevs av A.J.C. Grierson och D.G. Long. Elatostema longicaudatum ingår i släktet Elatostema och familjen nässelväxter. Inga underarter finns listade i Catalogue of Life.